# Mattino

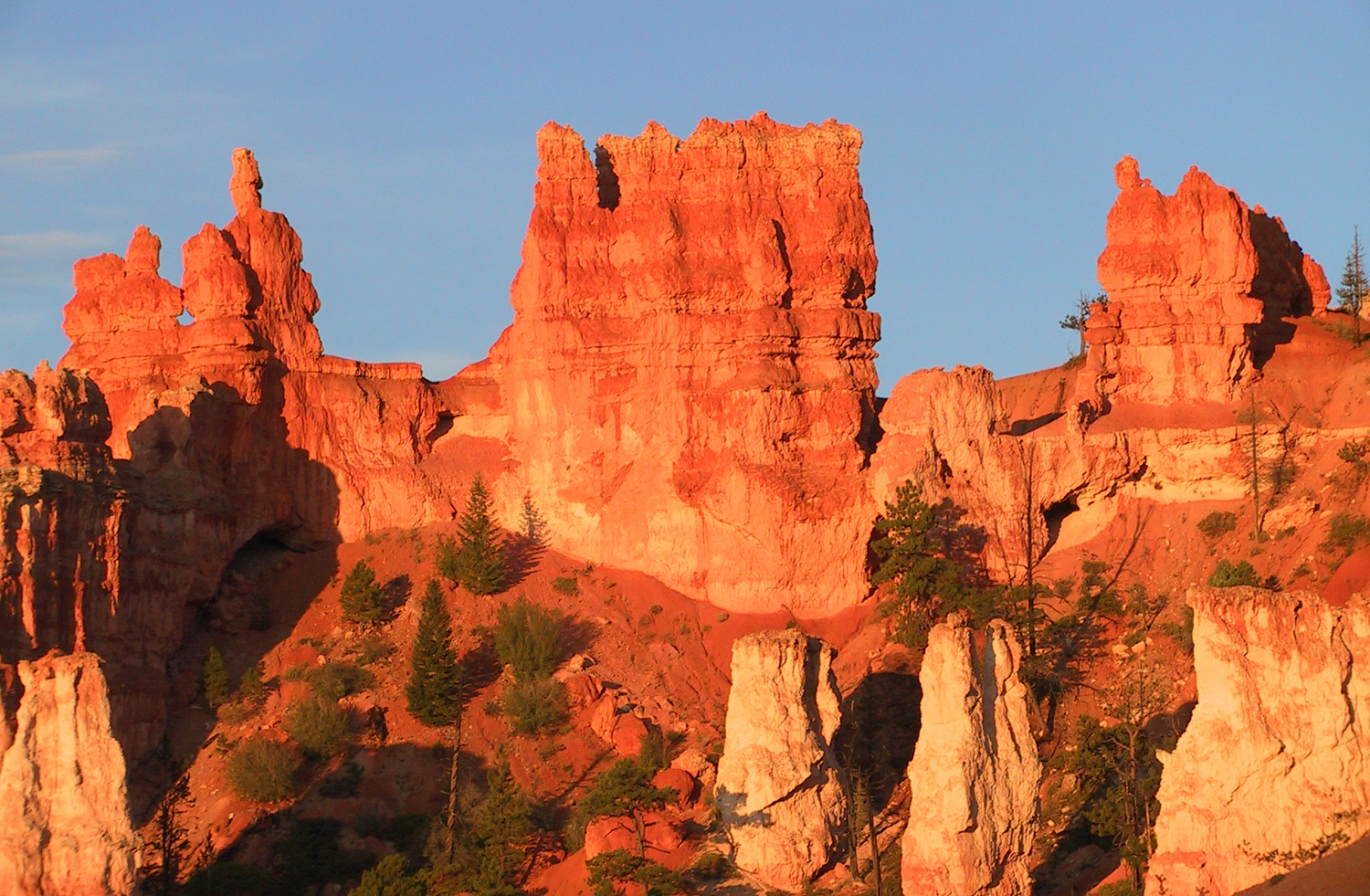
Il Bryce Canyon (Utah, USA) illuminato dalla luce del mattino.

Il mattino (o mattina o mattinata) è una parte della giornata, corrispondente al secondo quarto dell'ideale partizione delle 24 ore giornaliere. In tale accezione, è preceduto dall'alba e seguito dal mezzogiorno.
Le ore mattutine sono convenzionalmente comprese nell'arco tra le 6:00 e le 12:00, anche se, in senso improprio, il concetto di mattino può essere espanso fino a diventare sinonimo di antimeridiano, ricomprendendovi orari in cui, a medie latitudini, è perenne la condizione di notte fonda. In un'accezione ancora più diffusa, il concetto di mattino può essere espanso ricomprendendovi tutto il processo dell'aurora.

## Caratteristiche
La durata del mattino è variabile in quanto il sorgere del sole, a tempi alterni in ciascuno dei due emisferi, ha luogo più presto in prossimità del solstizio d'estate e più tardi in prossimità di quello d'inverno.
In quel momento, il sole si trova nel quadrante compreso tra l'est (levante) e il sud (meriggio) nell'emisfero boreale; tra est e nord nell'emisfero australe.

## Significato

### Implicazioni culturali
La preghiera del mattino è una pratica comune in diverse religioni. Il periodo mattutino prevede fasi specifiche della Liturgia delle Ore del Cristianesimo.
Alcune lingue che utilizzano l'ora del giorno nei saluti hanno un saluto speciale per la mattina, come l'inglese "good morning". Il momento appropriato per utilizzare tali saluti, ad esempio se può essere utilizzato tra mezzanotte e l'alba, dipende dal concetto di mattina della cultura o dell'oratore. L'uso di "buongiorno" (ad esempio in italiano) è ambiguo, di solito dipende da quando la persona si è svegliata. Come regola generale, il saluto viene normalmente utilizzato dalle 3:00 a mezzogiorno circa.
Molte persone salutano qualcuno con l'abbreviazione "giorno" anziché "buongiorno" (in inglese "morning" anziché "good morning"). È usato come saluto, mai come addio, a differenza di "buonanotte" che viene usato come quest'ultimo. Per mostrare rispetto, si può aggiungere il cognome del destinatario dopo il saluto: Buongiorno, signor Smith.
Per alcuni la parola mattino può riferirsi al periodo immediatamente successivo al risveglio, indipendentemente dall’ora del giorno. Questo senso moderno del mattino è dovuto in gran parte alla diffusione mondiale dell’elettricità e all’indipendenza dalle fonti di luce naturale.

### Astronomia

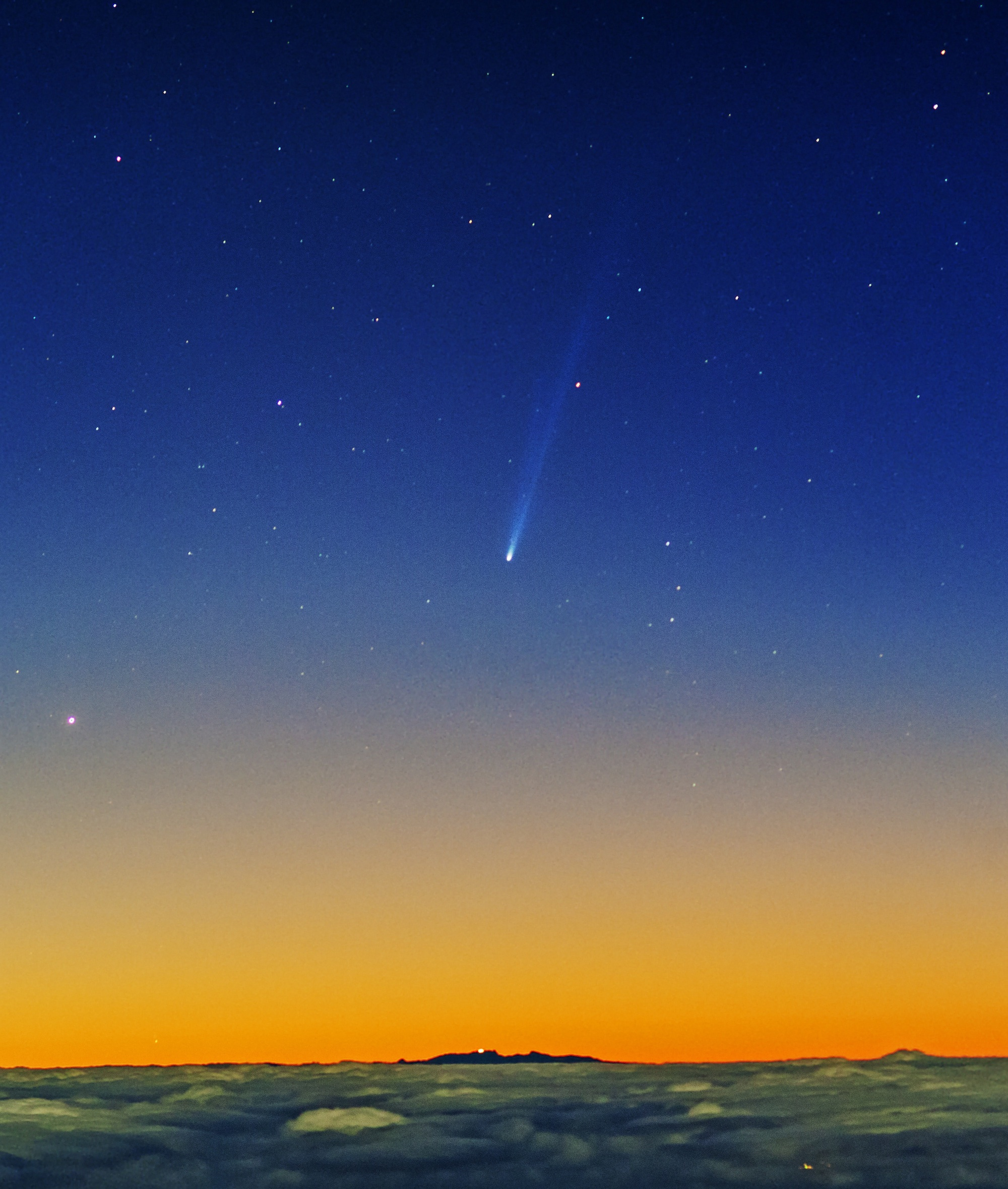
La cometa ISON all'alba, con Mercurio a sinistra

Quando una stella appare per la prima volta ad est appena prima dell'alba, si parla di levata eliaca. Nonostante le condizioni di illuminazione meno favorevoli per l'astronomia ottica, l'alba e il mattino possono essere utili per osservare gli oggetti in orbita vicino al Sole. La mattina (e la sera) costituisce il periodo di tempo ottimale per osservare i pianeti inferiori Venere e Mercurio. Venere e talvolta Mercurio possono essere definiti stelle del mattino quando appaiono a est prima dell'alba. È un periodo popolare per la caccia alle comete, poiché le loro code diventano più prominenti man mano che questi oggetti si avvicinano al Sole. Il crepuscolo mattutino (e serale) viene utilizzato per cercare asteroidi vicini alla Terra che orbitano all'interno dell'orbita della Terra. Alle medie latitudini, le mattine vicine all'equinozio autunnale sono un periodo di tempo favorevole per osservare la luce zodiacale.

### Genetica
Per le persone, il periodo mattutino può essere un periodo di maggiore o ridotta energia e produttività. La capacità di una persona di svegliarsi efficacemente al mattino può essere influenzata da un gene chiamato "Periodo 3" (PER3). Questo gene è suddiviso in due forme, una variante "lunga" e una "corta". Sembra influenzare la preferenza della persona per la mattina o la sera. Le persone che portavano la variante lunga erano sovra-rappresentate come persone mattiniere, mentre quelle che portavano la variante corta erano persone con preferenza per la sera.